# تشارلز ميتز
تشارلز ميتز (بالإنجليزية: Charles Metz)‏ هو سياسي أسترالي، ولد في 5 مارس 1870، وتوفي في 2 ديسمبر 1945. حزبياً، نشط في حزب العمال الأسترالي. وقد انتخب عضو مجلس نواب تسمانيا.